# 艾泽尔河
艾泽尔河（荷蘭語：IJzer，荷蘭語發音：[ˈɛizər] ⓘ，法語發音：[izɛʁ]）是歐洲的河流，流經比利時和法國，河道全長78公里，流域面積1,101平方公里，最終在尼乌波特注入北海，平均流量每秒3立方米。第一次世界大战期间，此地爆发艾泽尔河战役。

## 外部連結
- GéoPortail （页面存档备份，存于） （法文）
- The Yser at the Sandre database （页面存档备份，存于）
- Image of the basin of the Yser